# Жужелица Сольского
Жужелица Сольского (лат. Carabus solskyi) — вид жуков-жужелиц из подсемейства собственно жужелиц. Вид с невысокой численностью и небольшим ареалом. Редкий вид, эндемик гор Юго-Восточного Казахстана. Видовое название дано в честь Семёна Мартыновича Сольского (1831—1879) — русского энтомолога и писателя.

## Описание
Длина тела 25—37 мм. Окраска чёрного цвета, блестящая. Переднеспинка и надкрылья жука спереди несколько фиолетовые. Голова большая с короткими усиками. Надкрылья овальные, выпуклые, беспорядочно покрытые глубокими ямками зелёного цвета, разного размера. Переднеспинка прямоугольной формы, верхняя сторона её мелко- и густоточечная.
Жуки встречаются с конца апреля по начало июля. Жуки и личинки — хищники, питаются наземными моллюсками, разгрызая их раковины.

## Ареал и места обитания
В Казахстане обитает горах Тышкантау на юго-востоке Джунгарского Алатау, на хребте Кетмень, в восточной части хребта Терскей Алатау и на запад до Каркары, в тугайных лесах бассейна рек Или и Баянкол. Встречается в луговых стациях до высоты 2600 м н.у.м. На равнине населяет тугайные леса.

## Численность
На хребте Кетмень вид сравнительно нередок, в остальных местах численность невысокая. В тугаях долины реки Или численность заметно сокращается из-за деградации тугайных лесов, в горах негативно влияет перевыпас скота.

## Охрана
Вид занесён в Красную книгу Казахстана.